# 锦县
锦县，中国旧县名，在今辽宁省锦州市、葫芦岛市境内。
1993年11月16日，锦县改名凌海市，但做原中華民國公告疆域行政區劃中的县份，保留至2005年。

## 历史沿革
清朝康熙元年（1662年）七月，改锦州为锦县，隶奉天府。康熙三年（1664年）六月，改属广宁府。广宁府改锦州府，府治移至锦县。锦州副都统驻地在锦县，至光绪三十四年（1908年）裁撤。光绪三十二年（1906年），分锦县西境置江家屯厅，不久改名锦西厅。终清一朝，锦县考评：衝繁疲難。
中华民国初年，全国废府。民国二年（1913年）二月，裁撤锦州府，保留锦县:172，属辽沈道。1929年，全国废道，直属奉天省（辽宁省）。
1931年九一八事變后，为满洲国地。1932年，置锦县公署，改奉天省。1934年，满洲国设錦州省，隶之。1937年，满洲国设锦州市，县市分治。锦县县政府仍驻锦州市。1945年8月日本投降后，八路军冀热辽军区分三路进军东北。进军沈阳、锦州等地的东路即冀热辽军区第十六军区。中共政权保留锦州市。同年冬，國民革命軍进驻锦县。1946年3月，设立锦州市政府。1947年6月，國民政府核准设置锦州市:172。1948年，在锦州市设锦县政府。1948年11月，辽沈战役结束。此前的10月，中共政权已“解放”锦县。锦县人民政府移驻锦州城北流水堡屯。当时，锦县至少七个县辖区。部分区域为今太和区。1949年初，锦县人民政府迁至大凌河村。辽西省成立后，属辽西省。
中华人民共和国建立后的1954年，辽西省、辽东省合并为新的辽宁省，锦县属辽宁省。同年，省市县三级人民政府改名为人民委员会。锦县人民委员会属辽宁省人民委员会。1955年，锦县属锦州专区。1968年，再度的撤销锦州专区，锦县属锦州市。1980年，锦县人民代表大会决议，锦县革命委员会改名为县人民政府。
1988年，经中国国务院批准，锦县成为首批环渤海湾对外开放城市，同时是辽宁省确定的辽西沿海经济区之一。1993年11月16日，经中国国务院批准，撤县建市，锦县改名凌海市。

## 面积、人口
1947年，中華民國內政部编撰的《中華民國行政區域簡表》中，锦县县域面积约为3041.96平方公里，人口888224人:172。